# Хара, Альбино
Альбино Хара Бенегас (исп. Albino Jara Benegas; 28 февраля 1877, Луке — 15 мая 1912, Асунсьон), по прозвищу "Человек-Метеор" — парагвайский политик, фактический президент Парагвая в 1911 году, пришедший к власти в результате военного переворота.

## Биография
Рубеж веков принес Парагваю ряд военных переворотов и социальных потрясений, в некоторых из которых проявил себя полковник Альбино Хара, молодой революционер.
Он родился в Луке 28 февраля 1877 года и четыре года отучился в юридической школе. Хара работал библиотекарем в университете до 1903 года, был также профессором физического образования в Национальном колледже Асунсьона в течение 14 лет.
В 20 лет он выиграл стипендию на обучение в Военной академии Чили и окончил её в чине прапорщика. На родину он вернулся уже в чине лейтенанта, а в 1904 году был произведен в капитаны. В 1908 году Хара был произведен в полковники, а через три года провел государственный переворот и провозгласил себя президентом, свергнув конституционного президента Мануэля Гондру.
Он вступил в должность 17 января 1911 года, в 33 года. Во время его правления была создана система образования по моделям США и Европы, были заасфальтированы 40 квадратных километров улиц Асунсьона, основаны Исторический и Географический институты Парагвая, железная дорога была доведена до города Энкарнасьон.
5 июля 1911 года Хара был свергнут и доставлен в порт на корабль, отвезший его в Буэнос-Айрес. В 1912 году он вернулся в Парагвай, но провести переворот против правительства Педро Пабло Пеньи ему не удалось. Во время путча он был ранен и скончался от ран 15 мая 1912  года.